# Саммердейл (Алабама)
Саммердейл (англ. Summerdale) — місто (англ. town) в США, в окрузі Болдвін штату Алабама. Населення — 1468 осіб (2020).

## Географія
Саммердейл розташований за координатами 30°28′36″ пн. ш. 87°41′15″ зх. д. / 30.47667° пн. ш. 87.68750° зх. д. (30.476741, -87.687561). За даними Бюро перепису населення США в 2010 році місто мало площу 25,18 км², з яких 25,09 км² — суходіл та 0,10 км² — водойми.

## Демографія
Згідно з переписом 2010 року, у місті мешкали 862 особи в 351 домогосподарстві у складі 251 родини. Густота населення становила 34 особи/км². Було 410 помешкань (16/км²).
Расовий склад населення:
| - 86,4 % — білих - 5,8 % — чорних або афроамериканців - 1,4 % — корінних американців - 0,1 % — азіатів - 2,4 % — осіб інших рас |

До двох чи більше рас належало 3,8 %. Частка іспаномовних становила 5,1 % від усіх жителів.
За віковим діапазоном населення розподілялося таким чином: 23,8 % — особи молодші 18 років, 58,8 % — особи у віці 18—64 років, 17,4 % — особи у віці 65 років та старші. Медіана віку мешканця становила 38,0 року. На 100 осіб жіночої статі у місті припадало 99,1 чоловіків; на 100 жінок у віці від 18 років та старших — 91,5 чоловіків також старших 18 років.
Середній дохід на одне домашнє господарство становив 49 217 доларів США (медіана — 39 803), а середній дохід на одну сім'ю — 54 200 доларів (медіана — 44 038). Медіана доходів становила 39 792 долари для чоловіків та 25 556 доларів для жінок. За межею бідності перебувало 11,2 % осіб, у тому числі 13,2 % дітей у віці до 18 років та 11,3 % осіб у віці 65 років та старших.
Цивільне працевлаштоване населення становило 379 осіб. Основні галузі зайнятості: виробництво — 17,2 %, роздрібна торгівля — 16,1 %, науковці, спеціалісти, менеджери — 15,8 %, освіта, охорона здоров'я та соціальна допомога — 15,6 %.